# Hamza Agrebi
Pour les articles homonymes, voir Agrebi.
Hamza Agrebi (arabe : حمزة العقربي), né le 21 mars 1991 à Tunis, est un footballeur international tunisien évoluant au poste de défenseur.

## Clubs
- janvier 2011-juillet 2024 : Club africain (Tunisie)

## Palmarès
- Championnat de Tunisie (1) : 2015
- Coupe de Tunisie (2) : 2017, 2018